# Peristeronári
Peristeronári är en ort i Cypern.   Den ligger i distriktet Eparchía Lefkosías, i den centrala delen av landet, 50 km väster om huvudstaden Nicosia. Peristeronári ligger 81 meter över havet och antalet invånare är 217. Den ligger på ön Cypern.
Terrängen runt Peristeronári är platt åt nordost, men åt sydväst är den kuperad. Havet är nära Peristeronári åt nordväst.Trakten runt Peristeronári är glesbefolkad, med 18 invånare per kvadratkilometer. Närmaste större samhälle är Léfka, 2,7 km sydväst om Peristeronári. Trakten runt Peristeronári är i huvudsak ett öppet busklandskap.